# I Want to Break Free
'I Want To Break Free' je singl britanskog rock sastava "Queen" koji je izdan 22. travnja 1984. godine. Pjesmu je napisao basist John Deacon. Na "B" strani se nalazi također Deaconova "Machines (or 'Back to Humans')". Pjesma je objavljena na albunu na albumu "The Works". Na Freddie Mercury Tribute koncertu 1992. godine izvela ju je Lisa Stansfield. Pjesma je objavljena na kompilaciji "Greatest Hits II iz 1991. godine.

## Glazbeni spot
Glazbeni spot režirao je David Mallet. Spot je zapravo parodija na TV sapunicu "Coronation Street". Za potrebe snimanja spota Freddie Mercury je obrijao svoje brkove kako bi "postao" ruski baletni plesač Vaclav Nižinski. Zanimljivo, u dijelu spota koji prikazuje parodiju Mercury je odjeven u žensku odjeću, ali nosi brkove, ostali članovi sastava se također pojavljuju obučeni u žene, što je kasnije izazvalo dosta polemika, posebno u Americi, gdje je spot do 1991. bio i zabranjen na televizijskoj postaji MTV.

## Top ljestvica
| Zemlja      | Pozicija |
| ----------- | -------- |
| UK          | 3        |
| Irska       | 2        |
| Novi Zeland | 1        |
| Nizozemska  | 1        |
| Belgija     | 1        |
| Švicarska   | 2        |
| Španjolska  | 5        |
| Australija  | 9        |
| Njemačka    | 4        |
| Austrija    | 1        |
| Frencuska   | 9        |
| Finska      | 1        |

## Vanjske poveznice
- Tekst pjesme I Want to Break Free